# Scipio (Indiana)
Scipio – jednostka osadnicza w Stanach Zjednoczonych, w stanie Indiana, w hrabstwie Jennings.